# Blahodatne (Berdjansk)
Der ukrainische Ort Blahodatne (ukrainisch Благодатне) geht auf das russlandmennonitische Dorf Gnadental zurück. Der Ort umfasst den Ortsteil Irschawskyj/Іршавский.

## Gnadental
Der Ort wurde 1862 am Südufer des Kuruschan als eine der letzten Siedlungen der Kolonie Molotschna angelegt. Die Bewohner stammten aus anderen Orten der Kolonie. Entsprechend den Richtlinien des Landwirtschaftlichen Vereins lagen die Höfe beiderseits der Hauptstraße, die entlang des Flusses verläuft. Die Häuser waren mit Ziegeln gedeckte Backsteinbauten, die Schule lag in der Dorfmitte. 1908 gab es hier eine Ziegelei, eine Schmiede und eine Windmühle. Die verbliebenen Bewohner flüchteten 1943 nach Deutschland. Es sind noch fünf Mennonitenbauten erhalten.

## Margenau
Der Ort wurde 1819 von 24 flämischen Mennonitenfamilien aus dem Weichseldelta gegründet. Sechzehn trafen bereits 1818 und überwinterten bei Freunden in Lichtfelde. Im nächsten Jahr wurde Margenau am Ufer des Kuruschan auf früherem Weideland der nogaischen Nomaden gegründet. Der Boden eignete sich gut für den Weizenanbau. Im Jahr 1869 zählte man 19 Vollwirtschaften, 10 Halbwirtschaften und 31 Kleinwirtschaften. Die Kirche wurde 1832 gebaut. 1908 gab es hier zwei Windmühlen, einen Industriegüterhandel und einen Kleinwarenhandel. Heute erinnert nichts an die Mennoniten.